# Bamapana
Bamapana – w mitologii australijskich Aborygenów (szczególnie: Murnigin), Bamapana jest bohaterem-oszustem, który powoduje niezgodę. Jest nieprzyzwoity i bluźnierczy, zaangażowany w kazirodztwo, w ten sposób rozbijający ścisłe tabu (ku jawnemu zgorszeniu i skrytemu zadowoleniu aborygeńskich mężczyzn).